# 玉井権右衛門

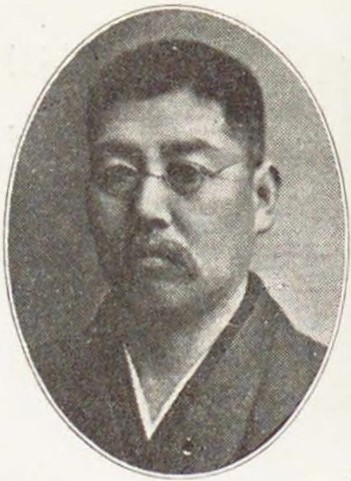
玉井権右衛門

玉井 権右衛門（たまい ごんえもん、文久2年2月15日（1862年3月15日） - 昭和11年（1936年）8月20日）は、日本の実業家、政治家。衆議院議員。

## 来歴
信濃国更級郡中沢村（現長野県長野市）に生まれる。家業の蚕種業を継ぎ、販路を拡大する。明治25年（1892年）東福寺村長となり、以後、更級郡会議員、長野県会議員を歴任し、大正4年（1915年）第12回衆議院議員総選挙に立憲政友会から出馬し当選した。
政界引退後は更埴銀行の頭取を務めたが、昭和金融恐慌の影響を受け、昭和6年（1931年）に銀行が閉鎖され、私財の多くを失った。